# 今瀬未知
今瀬 未知（いませ みち、1月20日 - ）は、日本の女性声優。アイムエンタープライズ所属。東京都出身。

## 人物
東京アナウンス学院、日本ナレーション演技研究所、ヴォアレーヴ出身。
趣味は世界遺産巡り、よさこい、放送大学受講。特技は絵を描くこと。
資格は少林寺拳法初段　看護師免許。

## 出演
太字はメインキャラクター。

### テレビアニメ
2004年
- マリア様がみてる（2004年 - 2009年、司会） - 2シリーズ

2008年
- のらみみ2（半田ママ）

2011年
- スター・ウォーズ/クローン・ウォーズ（テクラ・ミナウ）
- 僕は友達が少ない（女子生徒、女子生徒B）
- 魔乳秘剣帖（手下A）
- ロウきゅーぶ!（教師）

2012年
- エリアの騎士（インタビュアー）
- To LOVEる -とらぶる- ダークネス（古手川母）
- ルーニー・テューンズ・ショー（ベス）

2013年
- 俺の妹がこんなに可愛いわけがない。（あやせママ）

2014年
- テイルズ オブ ゼスティリア 〜導師の夜明け〜（スレイ〈幼少期〉）

2020年
- ランウェイで笑って（宮本純）

### 劇場アニメ
- 009 RE:CYBORG（2012年）

### OVA
- To LOVEる -とらぶる- ダークネス（2014年、唯の母）※コミックス第12巻限定版に付属

### Webアニメ
- ごきチャ!!（2011年、女、母）

### ゲーム
2006年
- ARIA The NATURAL 〜遠い記憶のミラージュ〜（八百屋さん）
- 転生八犬士封魔録（国枝妙子）
- Memories Off 〜それから again〜（花祭香憐）

2008年
- Lの季節2 invisible memories（中等部女子生徒）

2009年
- とらドラ・ポータブル!

2011年
- AKIBA'S TRIP（2011年 - 2012年、女性街キャラクター） - 2作品

2015年
- クイズRPG 魔法使いと黒猫のウィズ（サロメ・ヌヴー）
- テイルズ オブ ゼスティリア（スレイ〈幼少期〉、シノ、フォーシア、マーガレット）
- プリズムファンタジア ～精霊物語～（ミリア）

### ドラマCD
- マリア様がみてる ロサ・カニーナ（2005年、女生徒）
- 貧乏姉妹物語（2006年、母親）

### 吹き替え
- ER XV 緊急救命室 #4（ジュリー・オファロン〈ハンター・キング〉）
- クリミナル・マインド4 FBI行動分析課（ゾーイ・ホークス〈エイミー・デビッドソン〉）
- クリミナル・マインド5 FBI行動分析課（ビナ）
- クリミナル・マインド 特命捜査班レッドセル
- 恋するメゾン。〜Rainbow Rose〜
- シークレット・サークル
- ジェシー!（クリスティーナ）
- SHERLOCK（シャーロック）
- スピーク（マリア）
- 孫子兵法
- パーフェクト・ホスト 悪夢の晩餐会（シモーン〈ミーガン・ペリー〉）
- 新ビバリーヒルズ青春白書
- ダークエイジ・ロマン 大聖堂
- ディフェンダーズ 闘う弁護士
- テッド
- デビル・インサイド
- HAWAII FIVE-0（エリカ）
- 二人の王女
- フラッシュフォワード（ニコール・カービー）
- マンディ・レイン 血まみれ金髪女子高生
- 名探偵モンク7
- レイン・オブ・アサシン（イーター・ベアー）
- レオン ※完全版新録